# Saint-Chaptes
Saint-Chaptes è un comune francese di 1 632 abitanti situato nel dipartimento del Gard, nella regione dell'Occitania.

## Società

### Evoluzione demografica
Abitanti censiti